# 萬建平
萬建平是香港的男高音歌手，亦是香港兩個合唱團的音樂總監。他於1999年6月創立香港城市合唱團，現為香港城市合唱團音樂總監兼指揮及群聲合唱團的音樂總監。
萬建平在中國大陸出生及成長，但已移居香港多年。他於2006年5月14日於香港大會堂音樂廳舉辦〈萬建平獨唱音樂會〉。

## 外部連結
- 香港城市合唱團 （页面存档备份，存于）
- 香港城市合唱團Facebook專頁 （页面存档备份，存于）
- 香港群聲合唱團 （页面存档备份，存于）